# 3-Méthylpentane
Le 3-méthylpentane a pour formule brute C6H14. C'est un hydrocarbure de la famille des alcanes ramifiés et un des isomères de l'hexane.